# Streptopelia hypopyrrha
La tórtola de Camerún o tórtola del Camerún (Streptopelia hypopyrrha) es una especie de ave columbiforme de la familia Columbidae endémica de África occidental.

## Distribución y hábitat
La tórtola de Camerún se encuentra en las sélvas tropicales de Camerún y Nigeria, aunque se ha registrado como divagante también en Togo. Está amenazada por la pérdida de hábitat.